# Guanajuatito, Michoacán de Ocampo
Guanajuatito är en ort i Mexiko.   Den ligger i kommunen Tlalpujahua och delstaten Michoacán de Ocampo, i den sydöstra delen av landet, 110 km väster om huvudstaden Mexico City. Guanajuatito ligger 2 789 meter över havet och antalet invånare är 121.
Terrängen runt Guanajuatito är kuperad. Runt Guanajuatito är det ganska tätbefolkat, med 179 invånare per kvadratkilometer. Närmaste större samhälle är El Oro de Hidalgo, 7,1 km nordost om Guanajuatito. Trakten runt Guanajuatito består till största delen av jordbruksmark.